# BMW Z8
BMW Z8 – samochód sportowy klasy średniej produkowany przez niemiecki koncern BMW w latach 2000 - 2003.

## Historia modelu

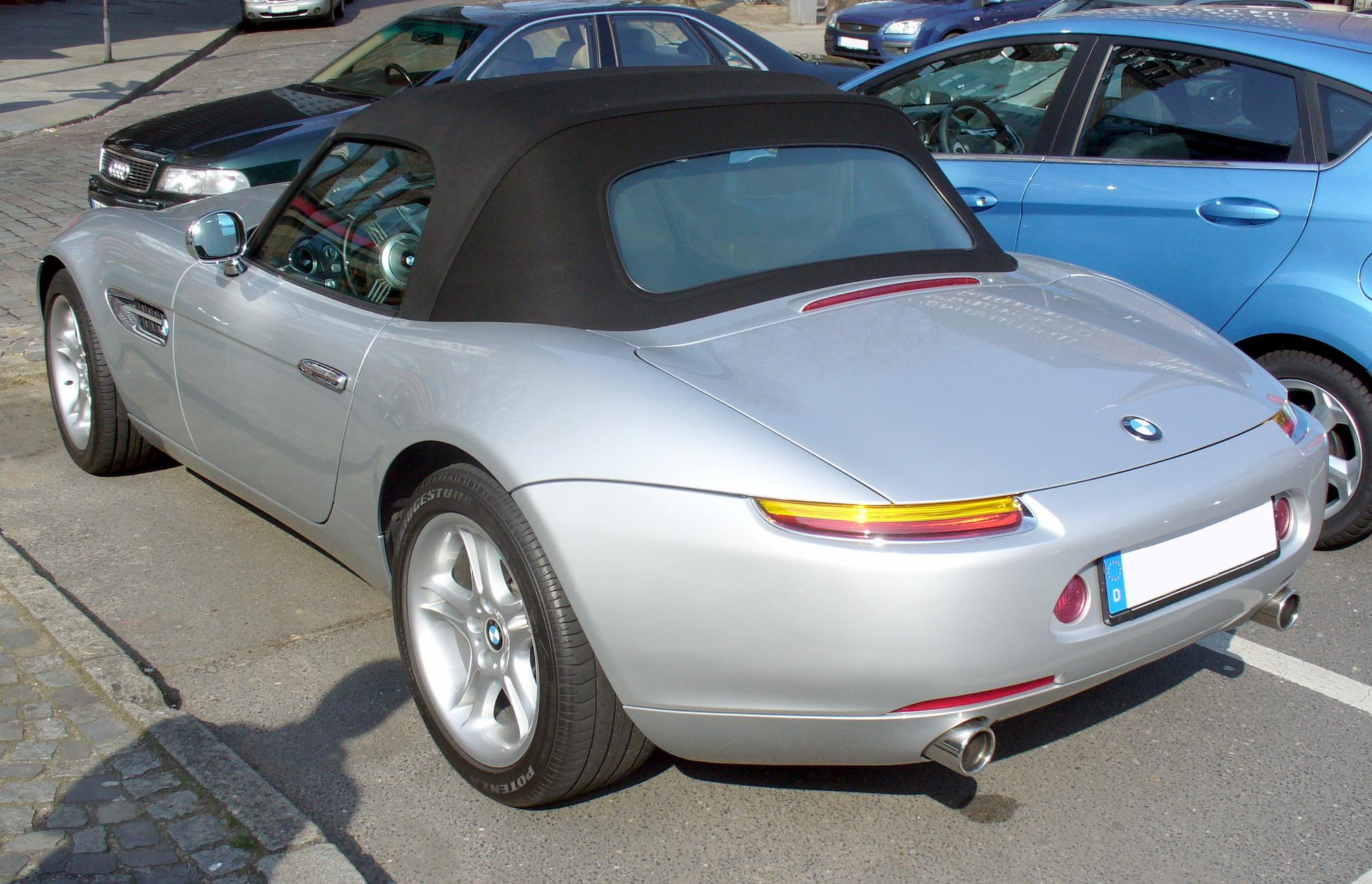
BMW Z8 – tył

Roadster BMW Z8 został wprowadzony na rynek europejski w grudniu 1999 roku. Na rynku amerykańskim pojawił się chwilę później, w styczniu 2000. Wyposażony był wyłącznie w manualną skrzynię biegów. Produkcję zakończono w lipcu 2003 (w USA w czerwcu 2003).

### Alpina V8 Roadster
Roadster Alpina V8 przeznaczony był na rynek amerykański. Wyposażony był wyłącznie automatyczną skrzynię biegów. Produkowany był od maja 2002 do czerwca 2003.

### Silnik
- V8 4,9 l (4941 cm³), 4 zawory na cylinder, DOHC, VANOS
- Układ zasilania: wtrysk
- Średnica cylindra × skok tłoka: 94,00 mm × 89,00 mm
- Stopień sprężania: 11,0:1
- Moc maksymalna: 400 KM (294 kW) przy 6600 obr./min
- Maksymalny moment obrotowy: 500 N•m przy 3800 obr./min

### Osiągi
- Przyspieszenie 0-100 km/h: 4,7 s
- Przyspieszenie 0-160 km/h: 10,2 s
- Czas przejazdu pierwszych 400 m: 12,9 s
- Czas przejazdu pierwszego kilometra: 23,4 s
- Prędkość maksymalna: 250 km/h
- Średnie zużycie paliwa: 14,5 l / 100 km